# Moonlite BunnyRanch

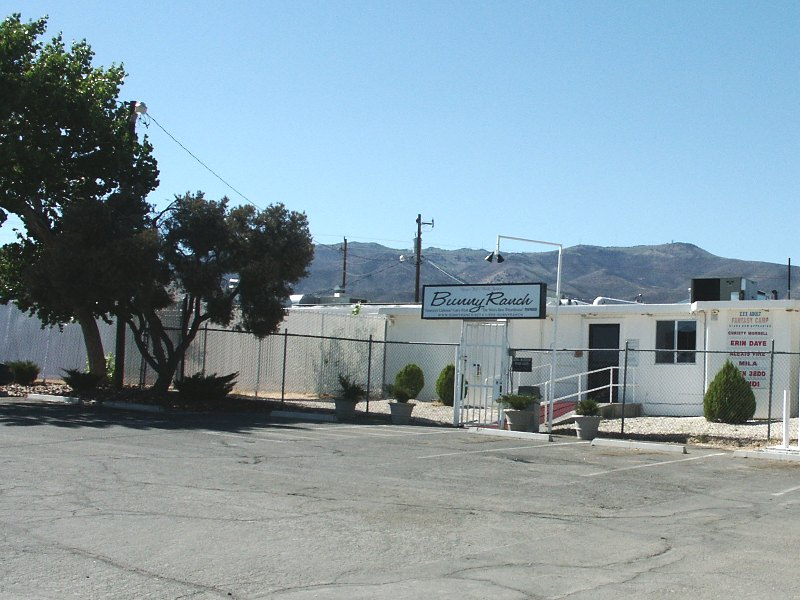
Le Moonlite Bunny Ranch

Le Moonlite BunnyRanch ou Bunny Ranch (souvent mal orthographié Moonlight, mais le nom correct est bien Moonlite à cause du nom de la rue où il se trouve) est une maison close américaine située à Mound House dans le Nevada, à 10 km à l'est de Carson City. 
L'établissement est tenu par Dennis Hof. 
Le Moonlite BunnyRanch est un sujet populaire dans les émissions de radio américaines comme celle de Howard Stern.

## Historique
Le Moonlite BunnyRanch a ouvert ses portes clandestinement en 1955 jusqu'en 1970 lorsque l'État du Nevada légalisa les maisons closes. En 1993, Dennis Hof, un client régulier de l'établissement, investit 1 million de dollars pour en faire l'acquisition et 500.000 dollars pour le rénover.
Un fait plutôt cocasse concernant le BunnyRanch est son adresse (69 Moonlight Road) ainsi que son numéro de téléphone se terminant par 3825 (ce qui correspond aux lettres F-U-C-K sur le cadran téléphonique).
Le 23 avril 2001, un article sur Dennis Hof et son BunnyRanch paraît dans le célèbre journal américain The New Yorker.
Le 8 décembre 2002, le BunnyRanch est le lieu de tournage d'un documentaire puis d'une série télé sur la chaîne américaine HBO Cathouse à partir de 2005 à 2007. La série est diffusée en France sur Planète No Limit.
Plusieurs actrices de films pornographiques travaillèrent au BunnyRanch. On note parmi elles India ou Isabella Soprano, mais la plus célèbre fut Sunset Thomas qui était la petite amie de Dennis Hof. Elle travailla au BunnyRanch de 2002 à 2005, l'année où elle se sépara de Hof.
On y remarqua également Divine Brown (principalement connue pour son arrestation dans la voiture de l'acteur Hugh Grant).
En 2009, le sénateur démocrate du Nevada "Bob Coffin" propose de légaliser la prostitution en vue d'imposer les maisons closes, mais sa proposition est refusée.
Le 18 septembre 2011, l'émission 7 à Huit sur TF1 consacre un reportage au Bunny Ranch.

## Autres Personnalités
Heidi Fleiss, Mika Tan, Teri Weigel, Air Force Amy, Tabitha Stevens, Violet Blue (Noname Jane), Vandalia

## Clients célèbres
- Vince Neil